# Euphyia imperviata
Euphyia imperviata är en fjärilsart som beskrevs av Walker 1862. Euphyia imperviata ingår i släktet Euphyia och familjen mätare. Inga underarter finns listade i Catalogue of Life.